# Златан Кашеров
Златан Петров Кашеров е български драматичен актьор.

## Биография
Роден е в Плевен на 12 юни 1884 г. През 1908-1911 г. учи сценично изкуство в Москва, след което е стажант в Московския художествен театър и при Всеволод Мейерхолд. През 1911 г. дебютира в Народния театър в ролята на Шейлок във „Венецианският търговец“ на Уилям Шекспир. Играе на сцената на Народния театър до 1926 г. През 1931-1932 г. играе в Плевенския общински театър, а през 1933 г. ръководи Видинския общински театър. От 1933 до 1937 г. живее и се снима в няколко филма в Германия. Почива на 28 ноември 1963 г. в София.

## Роли
Златан Кашеров играе множество роли, по-значимите са:
- Духът – „Хамлет“ на Уилям Шекспир
- Доктор – „Живият труп“ на Лев Толстой
- Иванко – „Иванко“ на Васил Друмев
- Индже – „Кърджалии“ на Александър Кипров
- Горан – „Под старото небе“ на Цанко Церковски[1]

## Филмография
- „Наша земя“ (1952) – Кърк
- „Под старото небе“ (1922) – Горан